# And Nothing Hurt
And Nothing Hurt je osmé studiové album anglické spacerockové skupiny Spiritualized. Vydáno bylo 7. září roku 2018 společnostmi Fat Possum Records a Bella Union. Vyšlo šest let po předchozím počinu Sweet Heart Sweet Light (2012), což je nejdelší pauza mezi deskami, jakou kapela Spiritualized měla. V červenci 2018 byl zveřejněn videoklip k písni „I’m Your Man“, jehož režisérkou byla Juliette Larthe. Podle Jasona Piercea, frontmana kapely, trvalo jeho nahrávání velmi dlouho a bylo složité. Pierce zpočátku chtěl, aby desku produkoval někdo jiný. Uvedl, že požádal Johna Calea a Tonyho Viscontiho, avšak ke spolupráci nedošlo a nakonec desku produkoval sám.

## Seznam skladeb
1. A Perfect Miracle
2. I'm Your Man
3. Here It Comes (The Road) Let's Go
4. Let’s Dance
5. On the Sunshine
6. Damaged
7. The Morning After
8. The Prize
9. Sail on Through